# Канчело (Фрозиноне)
Канчело (итал. Cancello) је насеље у Италији у округу Фрозиноне, региону Лацио.
Према процени из 2011. у насељу је живело 51 становника. Насеље се налази на надморској висини од 489 м.